# 22 maj
22 maj är den 142:a dagen på året i den gregorianska kalendern (143:e under skottår). Det återstår 223 dagar av året.

## Återkommande bemärkelsedagar

### Nationaldagar
- Jemen (till minne av landets grundande vid Nord- och Sydjemens samgående 1990)

### Övriga
- Internationella dagen för biologisk mångfald

## Namnsdagar

### I den svenska almanackan
- Nuvarande – Hemming och Henning
- Föregående i bokstavsordning
  - Hemming – Namnet fanns på dagens datum fram till 1797, då det utgick och ersattes av Henning, som hade blivit betydligt vanligare. 1901 återinfördes det på 8 april, men flyttades 1993 tillbaka till dagens datum, där det har funnits sedan dess.
  - Henning – Namnet infördes på dagens datum 1797 och har funnits där sedan dess.
  - Henny – Namnet infördes på dagens datum 1986. 1993 flyttades det till 22 augusti, men utgick 2001.
  - Pål – Namnet infördes på dagens datum 1986, men flyttades 1993 till 25 januari, där det har funnits sedan dess.
  - Sibylla – Namnet fanns på dagens datum under 1600-talet, men utgick sedan. 1934 infördes det på 20 oktober, där det har funnits sedan dess.
- Föregående i kronologisk ordning
  - Före 1797 – Hemming och Sibylla
  - 1797–1900 – Henning
  - 1901–1985 – Henning
  - 1986–1992 – Henning, Henny och Pål
  - 1993–2000 – Hemming och Henning
  - Från 2001 – Hemming och Henning
- Källor
  - Brylla, Eva (red.): Namnlängdsboken, Norstedts ordbok, Stockholm, 2000. ISBN 91-7227-204-X
  - af Klintberg, Bengt: Namnen i almanackan, Norstedts ordbok, Stockholm, 2001. ISBN 91-7227-292-9

### Finlandssvenska almanackan
- Nuvarande från 1929[1] – Hemming
- I föregående revideringar[a][2]
  - inga ändringar sedan 1929

## Händelser
- 334 f.Kr. – Den makedoniske kungen Alexander den store och hans här vinner en stor seger över perserna, under den grekiske legosoldaten Memnons befäl, i slaget vid Granikos nära Marmarasjön. Ett stort antal av den persiske kungen Dareios III:s grekiska legosoldater blir massakrerade, medan omkring 2 000 överlevande skickas tillbaka till Makedonien som fångar.
- 896 – Sedan Bonifatius VI har avlidit den 26 april väljs Stefan VI till påve. Han blir dock avsatt och mördad redan i augusti året därpå.
- 964 – Sedan Johannes XII har avlidit en vecka tidigare väljs Benedictus V till påve, men avsätts en månad senare.
- 1455 – Under ledning av hertig Rikard av York och Richard Neville besegrar en yorkisk här en lancastrisk armé, ledd av Edmund Beaufort i det första slaget vid St Albans. Detta blir inledningen på det engelska inbördeskrig, som kommer att vara i 30 år (till 1485) och gå till historien som rosornas krig (efter de stridande ätterna York och Lancasters sköldmärken, en vit respektive röd ros). För Yorksidan blir slaget en stor framgång, eftersom de lyckas tillfångata Englands lancastriske kung Henrik VI, som man gör uppror emot, och därmed lyckas återfå en del politisk makt. Dessutom stupar flera av både hertig Rikards och Nevilles rivaler och fiender i slaget.
- 1612 – En vecka efter att danska trupper under det pågående kriget mellan Sverige och Danmark har marscherat upp vid Älvsborgs fästning vid Göta älvs mynning, börjar de beskjuta fästningen från den närbelägna Skinnarklippan. Den försvaras av omkring 400 svenskar under befäl av Olof Stråle, men sedan danskarna dagen därpå har stormat fästningen tvingas svenskarna kapitulera den 24 maj.
- 1614 – Den danske kungen Kristian IV låter anlägga en ny stad i nordöstra Skåne, vilken får namnet Kristianstad efter honom själv. Staden är tänkt att bli en ersättning för det intilliggande Vä, som svenskarna har bränt ner under det nyligen avslutade Kalmarkriget. Det dröjer dock till 1622, innan Kristianstad får formellt stadsprivilegium.
- 1809 – En österrikisk armé på 90 000 man, under ledning av den österrikiske ärkehertigen Karl, besegrar en fransk här på 66 000 man, ledd av Napoleon I, i slaget vid Aspern-Essling i närheten av Wien under de pågående Napoleonkrigen. Slaget får dock ingen större strategisk betydelse för österrikarna, då de lider ett avgörande nederlag mot fransmännen i slaget vid Wagram den 6 juli samma år.
- 1819 – Det året innan sjösatta amerikanska kombinerade segelfartyget och hjulångaren SS Savannah lämnar hamnen i Savannah i Georgia för seglats mot Storbritannien. Avresan har blivit två dagar försenad, men när hon den 20 juni angör Liverpool har hon blivit historisk, då hon är det första ångfartyg, som har korsat Atlanten (även om det mesta av resan har gått med segel). Den 9 augusti kommer hon till Helsingör i Danmark och den 14 augusti till den svenska huvudstaden Stockholm och blir därmed även det första ångfartyget i Östersjön. Trots dessa historiska rekord blir hon ingen kommersiell framgång och redan 1821 förliser hon vid Long Island utanför New York.
- 1848 – Preussiska nationalförsamlingen konstitueras i Berlin. De i allmänna och lika val utsedda ledamöterna har efter marsrevolten fått i uppdrag att arbeta fram en konstitution för Kungariket Preussen. Regeringen förkastar dock senare nationalförsamlingens förslag och ersätter det med en av kung Fredrik Vilhelm IV ensidigt proklamerad konstitution, samt upplöser nationalförsamlingen.
- 1939 – Det nazistiska Tyskland och det fascistiska Italien undertecknar den så kallade stålpakten, genom vilken de båda länderna förbinder sig att samarbeta internationellt och att ställa upp på varandras sida i händelse av krig. Eftersom Tyskland inte har informerat Italien om sitt anfall på Polen den 1 september samma år och italienarna inte är färdigrustade för krig, förklarar sig Italien vara ”icke krigförande part” när andra världskriget på så vis utbryter.
- 1960 – Strax efter klockan sju på kvällen drabbas Chile av en kraftig jordbävning, som med magnituden 9,5 på Richterskalan är den kraftigaste som någonsin har uppmätts. Skalvet har sitt epicentrum i Chile, men det känns av så långt bort som i Japan och Filippinerna, på andra sidan Stilla havet och antalet dödsoffer uppgår till mellan 2 000 och 6 000 människor, varav de flesta omkommer av den efterföljande flodvågen.
- 1962 – Två svenska stridsflygplan av typen Tunnan kolliderar under övningsflygning vid Östersund, varvid den ene av flygarna omkommer.
- 1972 – Önationen Ceylon, utanför Indiens kust, antar en ny författning och byter samtidigt namn till Sri Lanka.[3] Dessutom blir landet samtidigt medlem av det brittiska samväldet, 24 år efter självständigheten från Storbritannien 1948.
- 1990 – De båda republikerna Nord- och Sydjemen på arabiska halvön går i union och bildar det förenade Jemen. Landets förste president blir den då nordjemenitiske presidenten Ali Abdullah Saleh.
- 1992 – Den amerikanske skådespelaren och komikern Johnny Carson leder sitt sista avsnitt av den klassiska pratshowen The Tonight Show, som han har varit programledare för sedan 1962. När han nu pensionerar sig har tv-bolaget NBC lovat Carsons gode vän David Letterman att överta programledarskapet för showen, men det går istället till Jay Leno. Letterman startar därför en egen pratshow på den konkurrerande kanalen CBS.
- 2012 – Den knappt tre månader gamla svenska arvprinsessan Estelle, som är dotter till kronprinsessparet Victoria och Daniel, döps i Slottskyrkan på Stockholms slott av ärkebiskop Anders Wejryd.
- 2017 – Ett bombdåd sker i samband med en konsert med den amerikanska artisten Ariana Grande i brittiska Manchester. 23 personer dödas, inklusive angriparen.
- 2018 – 112 personer omkommer när en Boeing 737 kraschar, kort efter start från Havannas flygplats. En passagerare överlever med svåra skador.[4]

## Födda
- 1706 – Samuel Troilius, svensk politiker och kyrkoman, biskop i Västerås stift 1751–1760 och ärkebiskop i Uppsala stift 1758–1764
- 1758 – Magnus Lehnberg, svensk kyrkoman, biskop i Linköpings stift 1805–1808, ledamot av Svenska Akademien 1789–1808
- 1759 – Hans Christian Sneedorff, dansk konteramiral
- 1766 – Jacques-Joseph Corbière, fransk politiker
- 1772 – Ram Mohan Roy, indisk reformator
- 1781
  - Newton Cannon, amerikansk politiker, guvernör i Tennessee 1835–1839
  - Carl Otto Mörner, svensk friherre, militär, vice landshövding och tullinspektor, känd som ”kungamakaren” efter att han hade erbjudit den franske marskalken Jean Bernadotte den svenska tronen 1810
- 1783 – William Sturgeon, brittisk fysiker
- 1807 – Bonamy Price, brittisk nationalekonom
- 1812 – Theodor Bergk, tysk klassisk filolog
- 1813 – Richard Wagner, tysk musikdramatiker, tonsättare, dirigent och författare
- 1817 – Hjalmar August Abelin, svensk läkare och professor
- 1834 – Auguste Barth, fransk indolog
- 1835 – Carl Johan Anker, norsk överstelöjtnant och författare
- 1837 – Aaron T. Bliss, amerikansk republikansk politiker, kongressledamot 1889–1891, guvernör i Michigan 1901–1905
- 1844 – Mary Cassatt, amerikansk målare inom impressionismen
- 1848 – Olof Larsson i Bratteberg, svensk lantbrukare och liberal politiker
- 1859 – Arthur Conan Doyle, brittisk författare, mest känd för detektiven Sherlock Holmes
- 1874 – Daniel Malan, sydafrikansk politiker, Sydafrikas president 1948–1954
- 1879 – Alla Nazimova, rysk-amerikansk skådespelare
- 1880 – Ernest Oppenheimer, tysk-sydafrikansk industrialist och filantrop
- 1885 – Giacomo Matteotti, italiensk socialistisk politiker
- 1886 – Erik Olson, svensk direktör och högerpolitiker
- 1898 – Axel Wallenberg, svensk skulptör
- 1900 – Brita Öberg, svensk skådespelare
- 1904
  - Anne de Vries, nederländsk författare
  - Uno Lamm, svensk ingenjör och uppfinnare
- 1905 – Paul Oskar Kristeller, tysk-amerikansk filosof
- 1907
  - Laurence Olivier, brittisk skådespelare och regissör
  - Georges Remi, belgisk serietecknare med pseudonymen Hergé, mest känd för seriefiguren Tintin
- 1908 – Horton Smith, amerikansk golfspelare
- 1912 – Herbert C. Brown, amerikansk kemist, mottagare av Nobelpriset i kemi 1979
- 1913 – Werner Wolf Glaser, tysk-svensk tonsättare, dirigent, musiklärare och musikkritiker
- 1914 – Sun Ra, amerikansk musiker, organist och kompositör
- 1917 – Gunnar Wallmark, svensk intendent och moderat politiker
- 1922 – Stellan Nilsson, svensk fotbollsspelare, VM-brons 1950
- 1924 – Charles Aznavour, fransk sångare och skådespelare
- 1925 – Jean Tinguely, schweizisk skulptör
- 1927 – George A. Olah, ungersk-amerikansk kemist, mottagare av Nobelpriset i kemi 1994
- 1930 – Harvey Milk, amerikansk politiker
- 1937
  - Facundo Cabral, argentinsk folksångare och låtskrivare
  - Uno "Garvis" Öhrlund, svensk ishockeyspelare, världsmästare 1962
- 1941 – Menzies Campbell, brittisk advokat och politiker, partiledare för Liberaldemokraterna 2006–2007
- 1942 – Theodore Kaczynski, amerikansk seriemördare/terrorist känd under namnet "Unabombaren" (död 2023)
- 1943
  - Ann-Christine Gry, svensk konstnär, skådespelare och rekvisitör (död 2019)
  - Betty Williams, brittisk fredsaktivist, mottagare av Nobels fredspris 1976
  - Percy Nilsson, svensk affärsman och idrottsledare
- 1946 – George Best, brittisk fotbollsspelare och -tränare
- 1948 – Richard Baker, amerikansk politiker
- 1949 – Nancy Hollister, amerikansk republikansk politiker, guvernör i Ohio 1998–1999
- 1950 – Bernie Taupin, brittisk-amerikansk textförfattare, poet, musiker, sångare, formgivare och konstnär
- 1954 – Shuji Nakamura, japansk-amerikansk fysiker, mottagare av Nobelpriset i fysik 2014
- 1957
  - Lisa Murkowski, amerikansk republikansk politiker, senator för Alaska 2002–
  - Hege Schøyen, norsk skådespelare, sångare och komiker
- 1958 – Kenny Hulshof, amerikansk republikansk politiker
- 1959 – Steven Morrissey, brittisk sångare, låtskrivare och artist med artistnamnet Morrissey
- 1960
  - Hideaki Anno, japansk regissör och animatör
  - Roger Casale, brittisk Labourpolitiker, parlamentsledamot 1997–2005
- 1961 – John Sarbanes, amerikansk demokratisk politiker
- 1963 – Steve Bridges, amerikansk komiker och imitatör
- 1965 – Tony Krantz, svensk filmproducent
- 1969 – Cathy McMorris Rodgers, amerikansk republikansk politiker
- 1970 – Naomi Campbell, brittisk fotomodell, sångare, författare och skådespelare
- 1975 – Janne Niinimaa, finländsk ishockeyspelare
- 1977 – Nina Inhammar, svensk sångare
- 1978
  - Ginnifer Goodwin, amerikansk skådespelare
  - Katie Price, brittisk fotomodell, författare och sångare med artistnamnet Jordan
- 1980
  - Aljaksandra Kirsanava, vitrysk sångare och musiker
  - Satine Phoenix, filippinsk tecknare, modell och porrskådespelare
- 1985 – CariDee English, amerikansk fotomodell
- 1987 – Novak Đoković, serbisk tennisspelare

## Avlidna
- 337 – Konstantin den store, 65, romersk kejsare sedan 306
- 1457 – Rita av Cascia, 76, italiensk augustinernunna och helgon
- 1667 – Alexander VII, 68, påve sedan 1655
- 1786 – Carl Fredrik Mennander, 73, svensk kyrkoman, biskop i Åbo stift 1757–1775 och i Uppsala ärkestift 1775–1786
- 1802 – Martha Washington, 70, amerikansk politikerhustru, USA:s första dam 1789–1797 (gift med George Washington)
- 1803 – Gerhard von Heidenstam, 55, svensk diplomat och orientalist
- 1860 – William C. Preston, 65, amerikansk politiker, senator för South Carolina 1833–1842
- 1885 – Victor Hugo, 83, fransk författare
- 1900 – Nathaniel P. Hill, 68, amerikansk republikansk politiker, senator för Colorado 1879–1885
- 1920 – Hal Reid, 58, amerikansk skådespelare och regissör
- 1942 – Stjepan Filipović, 26, kroatisk kommunist och partisan (avrättad)
- 1943 – Helen Taft, 81, amerikansk politikerhustru, USA:s första dam 1909–1913 (gift med William Howard Taft)
- 1946
  - Karl Hermann Frank, 48, sudettysk nazistisk politiker och SS-officer (avrättad)
  - Isaac Grünewald, 56, svensk konstnär
- 1953 – Hanna Grönvall, 73, svensk politiker
- 1965 – Åke Söderblom, 55, svensk skådespelare
- 1966 – Dan Moody, 72, amerikansk demokratisk politiker, guvernör i Texas 1927–1931
- 1972 – Margaret Rutherford, 80, brittisk skådespelare
- 1974
  - Otto Adelby, 82, svensk statistskådespelare
  - Walter Ljungquist, 73, svensk författare och manusförfattare
- 1983 – Albert Claude, 83, belgisk medicinare, mottagare av Nobelpriset i fysiologi eller medicin 1974
- 1984 – Karl-August Fagerholm, 82, finlandssvensk socialdemokratisk politiker, Finlands statsminister 1948–1950, 1956–1957 och 1958–1959
- 1990
  - Rocky Graziano, 71, amerikansk boxare
  - Patrick Reid, 79, brittisk major och författare
- 1997 – Alfred D. Hershey, 88, amerikansk bakteriolog och genetiker, mottagare av Nobelpriset i fysiologi eller medicin 1969
- 1998 – John Derek, 71, amerikansk regissör
- 2006 – Lee Jong-wook, 61, sydkoreansk läkare, generaldirektör för Världshälsoorganisationen 2003–2006
- 2010 – Martin Gardner, 95, amerikansk matematiker, författare och kolumnist
- 2011
  - Joseph Brooks, 73, amerikansk kompositör, manusförfattare, regissör och filmproducent
  - Matej Ferjan, 34, slovensk speedwayförare
  - Eva Moberg, 79, svensk författare, journalist och debattör
- 2014 – Imre Gedővári, 62, ungersk fäktare
- 2018 – Philip Roth, 85, amerikansk författare